# Скорик, Лариса Павловна
Лариса Павловна Скорик (в девичестве — Кузма; род. 4 октября 1939, Любачув, Львовское воеводство) — архитектор, профессор, руководитель творческой мастерской Академии изобразительного искусства и архитектуры, член-корреспондент Академии искусств Украины, заместитель председателя Украинского общества охраны памятников истории и культуры, Народный депутат Украины І созыва.

## Биография
Лариса Павловна Скорик родилась 4 октября 1939 г. в г. Любачув (ныне Польша) в семье учителей.
Oкончила школу № 5, затем Львовский политехнический институт.
Является членом НРУ.
Стала делегатом Учредительного собрания НРУ, а также членом Центрального руководства. Покинула НРУ в 1992 г., ранее выступала за поддержку президента Леонида Кравчука.
Председатель Всенародного движения Украины. Вице-президент Союза архитекторов Украины. Народный депутат 1-го созыва (1990—1994).

## Вклад в архитектуру
- Участвовала в проектировке и постройки микрорайонов во Львове таких как: Сихов, Южный, Сриблястый, Левандовка, Рясное 1 и 2 и т. д.
- Монастырь св. Василия в Киеве
- Церковь Всех святых во Львове
- ЦУМ в Киеве